# Sajóbábonyi TNT-robbanás
A sajóbábonyi TNT-robbanás a 20. század egyik legsúlyosabb magyarországi ipari balesete volt. Az Észak-Magyarországi Vegyiművek TNT-gyártó üzeme a működésének utolsó óráiban felrobbant. A robbanást kiváltó ok ismeretlen.

## Az üzem története
A magyar TNT-gyártást a hidegháború kezdeti szakaszában, az 1950-es évek elején telepítették Sajóbábonyba. Az 1040-es vállalat néven emlegetett hadiipari cég telephelyének kiválasztásában nagy jelentősége volt a település elhelyezkedésének, mivel az 1950-es évek elején ellenséges államnak számító Jugoszláviától viszonylag nagy távolságra feküdt. Az évtized elejének építőanyag- és munkaerőhiánya idején az üzemépületeket jelentős részben a politikai rendszer által ellenségként kezelt személyek építették, kétkezi munkával. A berendezések a második világháború előtti évekből származtak és már telepítésük idején sem tartoztak a legkorszerűbbek közé. A hadiüzemnek számító létesítmény a következő két évtizedben rendeltetésszerűen működött, bár gépei és épületei egyre elavultabbak voltak. Időközben az ipari épületek tervezése jelentősen fejlődött, így az új TNT-gyárat már egy korszerű épületben és modern gépekkel tervezték megvalósítani. A sajóbábonyi TNT-gyártás leállítását és az üzem bezárását 1979. július 1-re tervezték.

## A robbanás és a mentés
1979. június 1. egy pénteki, meleg nyári nap volt, a gyár utolsó munkanapja szokásos üzemrend szerint zajlott. A robbanás a késő délutáni órákban, ismeretlen okból következett be. A detonáció helyéről egy 20 kilométerre ellátszó gombafelhő emelkedett fel, a hanghatást pedig 30 kilométeres körzetben lehetett érzékelni. A TNT-t gyártó épület teljesen megsemmisült, a helyén mindössze egy kráter maradt. A telepen mindenfelé tüzek lobbantak fel, veszélyeztetvén az ott raktározott robbanóanyagokat, vegyi anyagokat. A telepen főként a kiszáradt fű égett, a fűben pedig a gyártósorról kiszóródott TNT és a gépsor darabjai hevertek. Fokozta a nehézségeket, hogy a hadiüzemet fegyveres őrség védte, melynek tagjai a helyszínre vonuló tűzoltókat megérkezésük után nem akarták beengedni a gyár területére. A tűzoltók végül nagy nehézségek árán, egy leomlott, TNT-t tároló raktárépülettől pár méterre megfékezték a lángokat. A katasztrófa által érintett A1 üzemépületben nem volt már mit menteni. A létesítményből jóformán semmi sem maradt, az ott felhalmozott vagyon menthetetlen volt. Nem volt szükség a dolgozók kimentésére és sebesültek ellátására sem.

## A baleset okai
A TNT-gyártósort magában foglaló A1-es épület teljesen megsemmisült, a helyén maradt kráterből, illetve a robbanás miatt a környéken szétszóródott romokból és roncsokból nem lehetett a robbanás okaira következtetni. Nem maradtak életben azok a személyek sem, akik a gyártósor mellett dolgoztak az utolsó órákban, így netán információjuk lehetett egy esetleges üzemzavarról vagy szabotázsról. (A gyártósor mellett dolgozók holttestei nem is kerültek elő, a 13 dolgozót egy ideig eltűntként tartották nyilván.) Az ÉMV ezen létesítménye hadiüzem volt, így az ott lefolyt vizsgálatokról és azok eredményéről a közvélemény nem is értesülhetett. A későbbiekben a közbeszédben az terjedt el a baleset magyarázataként, hogy a balesetet a dolgozók vigyázatlansága eredményezhette: a szárítás alatt túl nagy nyomással fúvattak meleg levegőt az elkészült instabil robbanóanyagra és ez elég volt a detonáció bekövetkezéséhez. A baleset 13 áldozatát később jelképes gyászszertartáson (üres koporsókkal), nagy részvét mellett búcsúztatták.
Az ÉMV egykori TNT-gyárának helyén keletkezett krátert feltöltötték és fákkal ültették be. Mementóként a helyszínen hagyták a vegyipari létesítmény egy megrongálódott részletét, egy deformálódott oszlopot, amelyen egy, az eltűnt dolgozók nevét őrző emléktáblát helyeztek el.